# Monroe County, Tennessee
Monroe County är ett administrativt område i delstaten Tennessee, USA, med 44 519 invånare. Den administrativa huvudorten (county seat) är Madisonville.

## Geografi
Enligt United States Census Bureau har countyt en total area på 1 690 km². 1 644 km² av den arean är land och 46 km² är vatten.

### Angränsande countyn
- Loudon County - norr
- Blount County - nordost
- Graham County, North Carolina - öst
- Cherokee County, North Carolina - sydost
- Polk County - sydväst
- McMinn County - väst

### Orter
- Madisonville (huvudort)
- Sweetwater (delvis i McMinn County)
- Tellico Plains
- Vonore (delvis i Blount County)